# Fjällmossen, Skåne län
Fjällmossen är en högmosse i Skåne län som ligger uppe på Linderödsåsen i Kristianstad och Hörby kommun i Sverige. 
Fjällmossen är Sveriges sydligaste större mosse. Området är både naturreservat (se Fjällmossen: Viggarum) och Natura 2000 område. Ett fågelskyddsområde finns i söder.